# Виконт де Вески
Виконт де Вески (англ. Viscount de Vesci) из Аббилейкса в графстве Королевы (в настоящее время — графство Лиишь) — наследственный титул в системе Пэрства Ирландии.

## История
Титул виконта де Вески был создан 19 июля 1776 года для Томаса Визи, 1-го виконта де Вески и 2-го барона Кнаптона (1735—1804). Титул барона Кнаптона в звании пэра Ирландии был создан в 1750 году для Джона Денни Визи, 1-го барона Кнаптона и 2-го баронета (ум. 1761), отца первого виконта де Вески. Ранее он представлял Ньютаунардс в ирландской палате общин. Титул баронета из Аббилейкса в графстве Королевы в системе Баронетства Ирландии был создан 28 сентября 1698 года для преподобного Томаса Визи (ок. 1668—1730), епископа Киллало (1713—1714) и Оссори (1714—1730).
Сын и преемник 1-го виконта, Джон Визи, 2-й виконт де Вески (1771—1855), заседал в ирландской палате общин от Мэриборо. Также он являлся ирландским пэром-представителем в Палате лордов Великобритании (1839—1855) и лордом-наместником графства Королевы (1831—1855). Томас Визи, 3-й виконт де Вески (1803—1875), представлял графство Королевы в Палате общин (1835—1837, 1841—1852) и заседал в Палате лордов в качестве ирландского пэра-представителя (1857—1875). Джон Роберт Уильям Визи, 4-й виконт де Вески (1844—1903), занимал пост лорда-лейтенанта графства Королевы (1883—1903).
В 1884 году 4-й виконт де Веси получил титул барона де Вески из Аббилейкса в графстве Королевы (Пэрство Соединённого королевства), который давал ему автоматическое место в Палате лордов Великобритании. В 1903 году после смерти последнего титул барона де Вески угас, а титул виконта унаследовал его племянник, Иво Ричард Визи, 5-й виконт де Вески (1881—1958). Он являлся ирландским пэром-представителем в Палате лордов Великобритании с 1909 по 1958 год. Его преемником стал его племянник, Джон Юстэс Визи, 6-й виконт де Вески (1919—1983).
По состоянию на 2024 год, носителем титула являлся его сын, Томас Юстэс Визи, 7-й виконт де Вески (род. 1955), который сменил своего отца в 1983 году.
Семейная резиденция — Аббилейкс-хаус в окрестностях Аббилейкса в графстве Лиишь (Ирландия).

## Баронеты Визи изАббилейкса(1698)
- 1698—1730: Сэр Томас Визи, 1-й баронет[англ.] (ум. 6 августа 1730), единственный сын его высокопреосвященства Джона Визи (1638—1716), архиепископа Туама и лорда-юстициария Ирландии, от первого брака
- 1730—1761: Сэр Джон Денни Визи, 2-й баронет (ум. 25 июля 1761), единственный сын предыдущего, барон Кнаптон с 1750 года.

## Бароны Кнаптон (1750)
- 1750—1761: Джон Денни Визи, 1-й барон Кнаптон (умер 25 июля 1761), единственный сын сэра Томаса Визи, 1-го баронета
- 1761—1804: Томас Визи, 2-й барон Кнаптон (1735 — 13 октября 1804), единственный сын предыдущего, виконт де Вески с 1776 года.

## Виконты де Вески (1776)

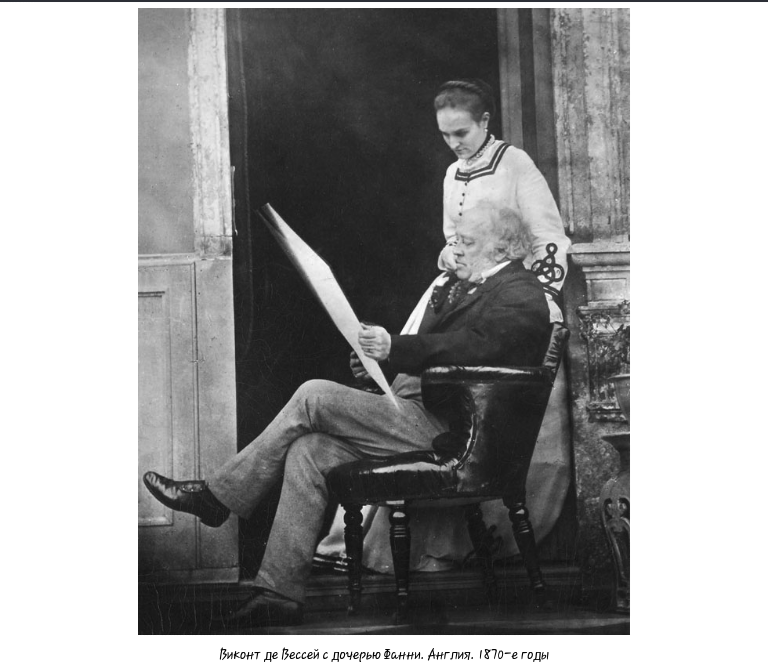
Томас Визи, 3-й виконт де Вески с дочерью Фрэнсис, 1870

- 1776—1804: Томас Визи, 1-й виконт де Вески (1735 — 13 октября 1804), единственный сын Джона Денни Визи, 1-го барона Кнаптона
- 1804—1855: Джон Визи, 2-й виконт де Вески (15 февраля 1771 — 19 октября 1855), старший сын предыдущего
- 1855—1875: Подполковник Томас Визи, 3-й виконт де Вески (21 сентября 1803 — 23 декабря 1875), старший сын предыдущего, его жена Эмма была дочерью графа Пембрука Георга Герберта и графини Екатерины Воронцовой
- 1875—1903: Джон Роберт Уильям Визи, 4-й виконт де Вески (21 мая 1844 — 6 июля 1903), старший сын предыдущего
- 1903—1958: Иво Ричард Визи, 5-й виконт де Вески (15 декабря 1881 — 16 августа 1958), второй сын капитана достопочтенного Юстэса Визи (1851—1886), внук 3-го виконта де Вески
- 1958—1983: Джон Юстэс Визи, 6-й виконт де Вески (1919—1983), единственный сын полковника достопочтенного Томаса Юстэса Визи (1885—1946), внук капитана достопочтенного Юстэса Визи (1851—1886), правнук 3-го виконта де Вески
- 1983 — настоящее время: Томас Юстэс Визи, 7-й виконт де Вески (род. 8 октября 1955), единственный сын предыдущего
  - Наследник: достопочтенный Оливер Иво Визи (род. 16 июля 1991), второй сын предыдущего.